# Samuel Luther Geret
Samuel Luther Geret (ur. 18 czerwca 1730 w Toruniu, zm. 28 listopada 1797 w Toruniu) – toruński polityk, rajca miejski i burmistrz, publicysta.

## Życiorys
Był synem Krzysztofa Henryka Andrzeja, seniora pastorów toruńskich i Elżbiety z d. Schloss. Kształcił się w toruńskim Gimnazjum Akademickim (co najmniej od 1472 do 27 marca 1749), a następnie we Frankfurcie (od 20 kwietnia do 5 maja 1749), Wittenberdze (1749–1751) i Getyndze (od 28 października 1751 do grudnia 1752). W latach 1751–1754 był wykładowcą na uniwersytecie w Wittenberdze, a od 22 lipca 1754 profesorem Gimnazjum Akademickiego w Toruniu. Od 28 kwietnia 1755 do 1757 podróżował po ewangelickich krajach Europy Zachodniej, zbierając pieniądze potrzebne na budowę nowego zboru w Toruniu. Do Torunia wrócił po otrzymaniu informacji o śmierci swojego ojca.
3 września 1759 został sekretarzem Rady miejskiej. W latach 1761–1776 był rezydentem Torunia na dworze królewskim. Nawiązał tam liczne kontakty polityczne, głównie z rosyjskimi ambasadorami. Był bliskim doradcą rosyjskiego posła Kaspra von Salderna. Brał udział w sejmikach generalnych w 1764 i 1766, opowiadał się za pełną autonomią Prus Królewskich i przywrócenie uprzywilejowanego miejsca toruńskim luteranom. W obliczu I rozbioru od 1770 roku liczył na pomoc Rosji w uchronieniu Torunia przed Prusami. W tym samym roku uzyskał również nobilitację. W latach 1782, 1787 i 1791 burgrabia toruński, a w 1792 prezydent Torunia. Po wejściu Torunia w skład Królestwa Prus po II rozbiorze, uczestniczył w pracach administracji pruskiej jako radca wojenny miasta. Po 1770 roku próbował awansować na syndyka lub rajcę, jednak jego kandydaturę blokował Trzeci Ordynek, mający wiele wątpliwości co do rozliczenia zbiórki pieniędzy na budowę kościoła ewangelickiego. Syndykiem został 6 września 1774, a rajcą 24 marca 1775.
Był zwolennikiem wczesnego, umiarkowanego jeszcze Oświecenia. Należał do towarzystw naukowych w Moguncji, Augsburgu, Jenie i Getyndze.
8 września 1781 ożenił się z Katarzyną Goebel z Poznania. Zmarł bezdzietnie.
W 1761 roku założył w przejściu ratuszowym kram z książkami. Odziedziczył po ojcu dużą kolekcję książek, którą wzbogacił nowymi tytułami. Miał folwark we wsi Mokre, pałac przy Rynku Staromiejskim oraz kamienicę na rogu Rynku Staromiejskiego i ul. Marii Panny. Pałac nie zachował się do czasów współczesnych, na jego miejscu zbudowano gmach Poczty Głównej. W 1791 roku poszerzył swój majątek na Mokrem. Powiększony folwark otrzymał nazwę Katharinenflur (Katarzynka), na cześć swojej żony. Przypuszczalnie mógł być także właścicielem zbioru rysunków Georga Friedricha Steinera.
Część korespondencji Gereta wydał Leopold Prowe w latach 1766–1773. Listy zostały później przetłumaczone na język polski przez K. Liskego. Rękopisy Gereta trafiła do toruńskiego archiwum. Większość dokumentów zaginęła podczas II wojny światowej.

## Publicystyka
Jako publicysta Geret wypowiadał się w pracach historyczno-prawnych, opowiadając się za przyznaniem Prusom Królewskim autonomii oraz zachowania przywilejów celnych i podatkowych. W 1772 otrzymał doktorat prawa uniwersytetu w Getyndze.
W latach 1760–1772 wydawał tygodnik informacyjny Thornische Wöchentliche Nachrichten und Anzeigen nebst einem Anhanhe von Gelehrten Sachen (TWNA). Pismo to zyskało znaczny rozgłos. Miało cechy gazety politycznej, ogłoszeniowej i naukowej, publikowało również nowości na rynku księgarskim. Uchodziło za jeden z najlepiej redagowanych czasopism w Rzeczypospolitej. Geter publikował w nich także swoje obszerne relacje z Warszawy. W latach 1787–1791 wydawał kolejną gazetę, Thornische historische Nachrichten von den Anfangen, Fortgange und Ende des jetzigen Türkenkrieges mit Russland und Oesterrich, a od 1792 do 1795 lub 1797 roku Wöchentliche Thornische Nachrichten und Anzeigen. Pisał także korespondencje dotyczące Polski do prasy niemieckiej i angielskiej. Za sprawą Gereta Toruń był jednym z nielicznych miast w Prusach Królewskich mających własną prasę. Wydawał również kalendarze w języku polskim (w Warszawie) i niemieckim (w Toruniu na lata 1760, 1761 i 1793).
Interesował się życiem i działalnością Mikołaja Kopernika, napisał jego biogram. Rękopis biogramu zaginął. Błędnie podawał, że Kopernik był proboszczem w parafii św. Janów w Toruniu oraz przyczynił się do utrwalenia fałszywej tradycji, że Kopernik urodził się na rogu dzisiejszych ulic Piekary i ul. Starotoruńskiej, wówczas ul. Kopernika 30. Geret przyczynił się do wybudowania przy rzekomym domu Kopernika tzw. Studni Kopernika.
Był miłośnikiem teatru. Na łamach TWNA publikował artykuł na tę tematykę.

## Upamiętnienia
- W zbiorach Muzeum Okręgowym w Toruniu znajduje się miedzioryt autorstwa J. Chambersa przedstawiający Gereta[8].
- W 1904 roku Geret został bohaterem sztuki teatralnej Als die Preussen kamen[8].
- W czasie zaboru pruskiego imię Gereta nosiła dzisiejsza ulica Chrobrego[8].